# 道路硏究社
道路研究社（英語：Road Research Society）是一個專門研究道路規劃、交通標誌設計、路牌字體設計的民間組織。

## 路牌字體設計

監獄體樣本

道路研究社較為人熟悉的項目是「監獄體再現計劃」，舊路牌字體紀錄及數碼化成電腦字型；因舊式路牌字體均由在囚人士人手製作，故名為「監獄體」。

## 傳媒報導

### 改變行車方向爭議
2018年10月，港珠澳大橋舉行開通儀式後，香港運輸硏究學會資深會員熊永達表示，香港應考慮改變行車方式，跟隨中國內地使用左軚。因為兩地的駕駛習慣不同，如果路上有大量混合的駕駛方式，將會有很大風險。熊認為香港可能要考慮改變駕駛方式，但不肯定需時多長。
當天道路硏究社立即出文反駁熊永達，表示按交通和城市規劃角度來看，該構思並不可取。縱使瑞典和沖繩分別在1967及1978年更改道路通行方向，但兩地的道路網絡不複雜，人口及車量數目亦較少。相反，香港道路發展已成熟，交通流量極高。假若香港需要改變行車方向，交通車流方向需重新規劃、快速公路部份路段（尤其是橋樑）要重建、輕鐵和電車需重建或甚至永久停駛。香港近6,000部巴士和小巴要做改裝工程或是買新車，而輕鐵、電車都要改動遷就；因香港的坡道、彎位都是因應右軚車而設計，若只由右軚轉左軚，隨時會發生車禍，而道路改建後，市民亦需要重新適應所有方向與位置。硏究社批評該建議是勞財傷民和阿茂整餅，重新規劃和建築的花費可能高於東大嶼都會。硏究社形容政府以先斬後奏方式處理港珠澳大橋的行車方向，運房局向立法會進行諮詢之時，港珠澳大橋的設計已是靠右駛。若是在1970年代改變行車方向還是可行，但現時交通網絡太複雜，改變行車方向會影響車流。

### 路牌改用中國標準
2019年9月，道路硏究社發表一篇名為《【劣幣驅逐良幣】香港引入中國劣質路牌》文章，指早前發現林士街天橋的速度限制標誌改用中國標準，字體採用美國的聯邦高速公路字體，而非香港標準的英國Transport字體。新款字體的「8」和「0」粗幼不一，且該字體設計時欠可讀性測試，而且辨識度低，若駕駛者夜間經過時或會感到頭暈，誘發交通意外。同時，道路硏究社亦發現荃灣西站附近數塊新路牌改用陸標字體，較香港路牌慣用的全眞粗黑體幼細，而且配上白色底色；由於路牌具反光功能，在強光下，白色底色會蓋過黑色的文字，令文字難以閱讀。
邱益彰質疑該批問題路牌是由政府外判製作，但未有做好把關工作，包括未有檢核批字體是否符合香港標準。批評棄用原有經過多項科學實驗而設計的Transport字體是劣幣驅逐良幣，認為除了字體不好看之外，亦會影響道路使用者安全。由於事件在網上引起頗大迴響，蘋果日報亦隨即報導及跟進，路政署則極速在數日內更換相關問題路牌。惟當局反駁有關字體清晰可見，並無影響駕駛者，由於限速牌上的字體與《運輸策劃及設計手冊》指定使用的「Transport Heavy」字體有差別，路政署已要求承建商跟進。

### 屯門至赤鱲角連接路「墜機標誌」路牌
2020年10月，道路硏究社發表《【咁唔老黎？】首塊「墜機標誌」路牌登塲》文章，指屯門蝴蝶灣一塊新安裝的轉頁式路牌，並在屯門赤鱲角隧道全綫封閉時會轉換成改道資訊；指示駕駛者於迴旋處掉頭，改道經屯門公路前往東涌、珠海及澳門。而路牌上的飛機標誌亦因此180°向下旋轉，被指為像「墜機標誌」般。
根據英國路牌設計指引《Traffic Signs Manual: Chapter 7》，飛機標誌可以旋轉至與路綫同一個方向，但絕對不能指向水平綫以下。如果路綫向下傾斜，飛機標誌仍需保持水平綫以上，視乎情況旋轉至左或右。雖然根據運輸署指引《運輸策劃及設計手冊》，只有提及飛機標誌可以旋轉；但未有提到能否向下傾斜。道路硏究社認為，這些基礎設計理應跟隨英國做法。不容許飛機標誌向下，不但是避免出現「墜機」情況之外，亦是保持標誌的辨識度。
此外，該路牌仍有其他設計及排版問題。涉事路牌屬於地圖路牌（英語：Map type sign）；根據英國標準「現時所在道路」線條必須貼到最底顯示，以便駕駛者知道其身處位置及行駛方向。但該路牌的掉頭線長度比本身「現時所在道路」更長，有機會混淆駕駛者。該轉頁內容僅適用於屯赤隧道封閉時，代表前往大嶼山、澳門、珠海的車輛需要改行屯門公路。惟路牌排版將「東涌」和「珠海及澳門（經屯門公路）」分開；造成一個錯覺是，以為只有往珠海及澳門方向的車輛，才需折返改經屯門公路，但實際上往東涌亦是相同方向。
由於事件在網上引起頗大迴響，該路牌的飛機標誌在貼文發布四小時內隨即被黑色貼紙遮上。蘋果日報、香港01、東方日報、星島日報、成報、頭條日報、詩華日報亦隨即報導及跟進。
運輸署在翌日回覆傳媒指，香港的路牌設計指引參考了不同海外國家的做法。現時在路牌上指示前往機場的駕駛路線一般以飛機標誌表示，並指向該駕駛路線的行車方向，但沒有明確指引適用於迴旋處掉頭的特例情況。運輸署得悉公衆對此路牌的意見，現正與路政署檢視路牌的設計和優化方案，包括文字及標誌的安排。

## 出版書籍
| 書名                                          | 出版社   | 出版日期  | ISBN               |
| --------------------------------------------- | -------- | --------- | ------------------ |
| 香港道路探索──路牌標誌x交通設計               | 非凡出版 | 2019年7月 | ISBN 9789888573370 |
| 香港道路探索──路牌標誌x交通設計（增訂本）     | 非凡出版 | 2021年7月 | ISBN 9789888759422 |
| 香港道路探索──路牌標誌x交通設計（三次修訂本） | 非凡出版 | 2025年7月 | ISBN 9789888913152 |

## 外部連結
- 道路硏究社（页面存档备份，存于）
- 道路硏究社的Facebook專頁
- 道路硏究社的Instagram帳戶
- 道路硏究社的YouTube頻道 （页面存档备份，存于）
- 道路硏究社的Medium帳戶（页面存档备份，存于）